# Улица Лизума

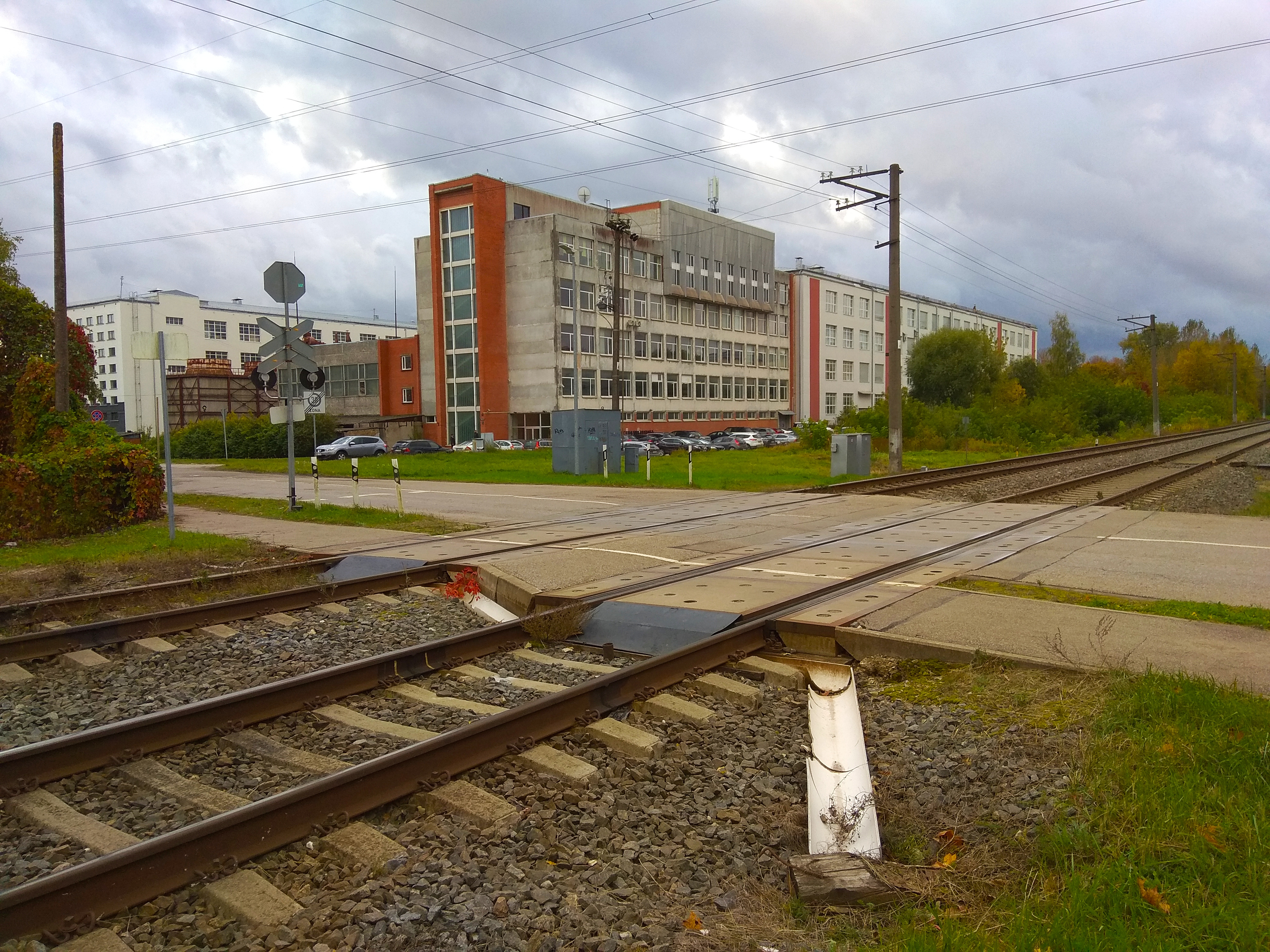
Вид от переезда на дом № 1

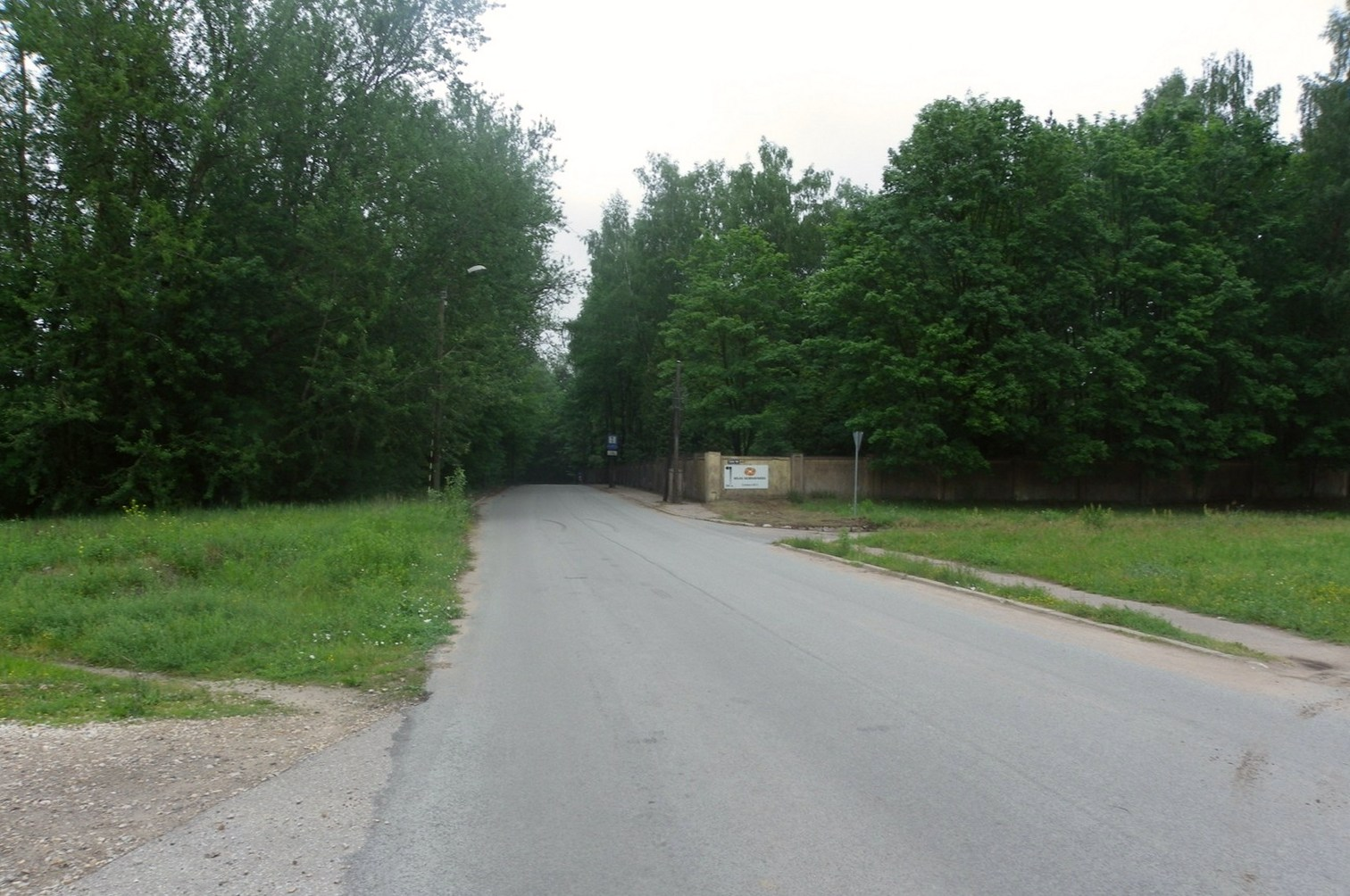
Дальняя часть улицы

Улица Ли́зума (латыш. Lizuma iela) - улица в Видземском предместье города Риги, на стыке исторического района Югла с Тейкой и Чиекуркалнсом. Ведёт от Бривибас гатве в северном направлении, пересекает железнодорожную линию Рига — Лугажи, поворачивает к северо-востоку и заканчивается перекрёстком с улицей Пакалниешу.
Начало улицы (до переезда) служит границей исторических районов Югла и Тейка, далее проезжая часть пролегает по району Югла, но застройка нечётной стороны полностью относится к району Чиекуркалнс.

## История
Улица впервые показана на плане 1925 года как безымянная дорога к усадьбам на южном берегу Кишэзерса. Значение этой дороги возросло с открытием в 1928 году Нового еврейского кладбища, а в 1935 году она получила статус городской улицы и название в честь волостного села Лизумс (ныне в Гулбенском крае). В годы немецкой оккупации улица именовалась Lysohnsche Strasse, других переименований не было.

## Транспорт
Длина улицы Лизума составляет 766 метров. На всём протяжении имеется асфальтовое покрытие, разрешено движение в обоих направлениях. Общественный транспорт по улице не курсирует.
На улице Лизума расположен железнодорожный переезд (без шлагбаума) через линию Рига — Лугажи.

## Примечательные объекты
Начало улицы проходит между корпусами бывшего завода «Альфа» и Латвийской спортивно-педагогической академии, относящимися к Бривибас гатве. После железнодорожного переезда всю чётную (правую) сторону улицы занимает Новое еврейское кладбище, называемое также «кладбище Шмерли», а по левой стороне расположены промышленные предприятия и гаражные общества. Жилая застройка на улице Лизума отсутствует.
Дом № 5 — крупное зерноперерабатывающее предприятие «Rīgas dzirnavnieks», построенное в 1959—1963 годах как Рижский комбинат хлебопродуктов «Sarkanais Oktobris» (с латыш. — «Красный Октябрь», основано в 1945).

## Прилегающие улицы
Улица Лизума пересекается со следующими улицами:
- Бривибас гатве
- улица Берзпилс
- улица Аудума
- улица Пакалниешу